# Schizoprymnus querculus
Schizoprymnus querculus är en stekelart som beskrevs av Papp 1989. Schizoprymnus querculus ingår i släktet Schizoprymnus och familjen bracksteklar. Inga underarter finns listade i Catalogue of Life.